# Igreja de São Patrício (Lowell, Massachusetts)
A Igreja de São Patrício (St. Patrick's Church) é uma igreja católica romana histórica localizada na Suffolk Street, em Lowell, Massachusetts. Construída em 1853 para uma congregação predominantemente irlandesa, fundada em 1831. É uma das mais antigas paróquias católicas ao norte de Boston, nos Estados Unidos. O edifício é um belo exemplo da arquitetura neogótica projetada pelo renomado arquiteto eclesiástico Patrick C. Keely, foi listado no Registro Nacional de Lugares Históricos em 1985.

## História
A igreja original de São Patrício era uma estrutura de madeira, construída em 1831 para apoiar os trabalhadores irlandeses que se mudaram para Lowell, principalmente para trabalhar nos canais Pawtucket e Merrimack. Antes de sua construção, eles eram atendidos pelo Rev. John Mahoney, um clérigo católico de uma cidade próxima. Em 1830, havia mais de 400 católicos em Lowell e, em 3 de julho de 1831, a Igreja de São Patrício foi consagrada, liderada por Mahoney. Mahoney partiu em 1836 para trabalhar em Boston e foi sucedido por E.J. McCool.
A atual estrutura de pedra data de 1853, embora um incêndio em 1904 tenha causado a reconstrução de grande parte da igreja em 1906.

## Hoje
Hoje, a igreja está listada no Registro Nacional de Lugares Históricos. Além das congregações tradicionais irlandesas e franco-canadenses, a paróquia, incluindo sua escola, atende os moradores locais do Sudeste Asiático, especificamente com missas de língua nativa vietnamita e cambojana.

## Arquitetura
St. Patrick's está localizada no extremo leste do bairro de Lowell, conhecido como The Acre, uma área onde imigrantes irlandeses se estabeleceram originalmente em acampamentos de invasores para trabalhar nas fábricas de Lowell. Foi construído em planta cruciforme, com pedras de cantaria e acabamento em granito. Uma torre 160 feet (49 m) de altura projeta-se da fachada frontal, com contrafortes de pedra ladeando a entrada principal da igreja em sua base. A entrada principal e as entradas laterais estão situadas dentro de aberturas em arco lancetado gótico, acima das quais há uma janela em arco lancetado de três partes; o primeiro andar alto da torre inclui uma janela lancetada menor, enquanto o segundo andar abriga um campanário com aberturas em arco lancetado com venezianas e é encimado por uma torre octogonal decorada com águas-furtadas lancetadas.

## Galeria

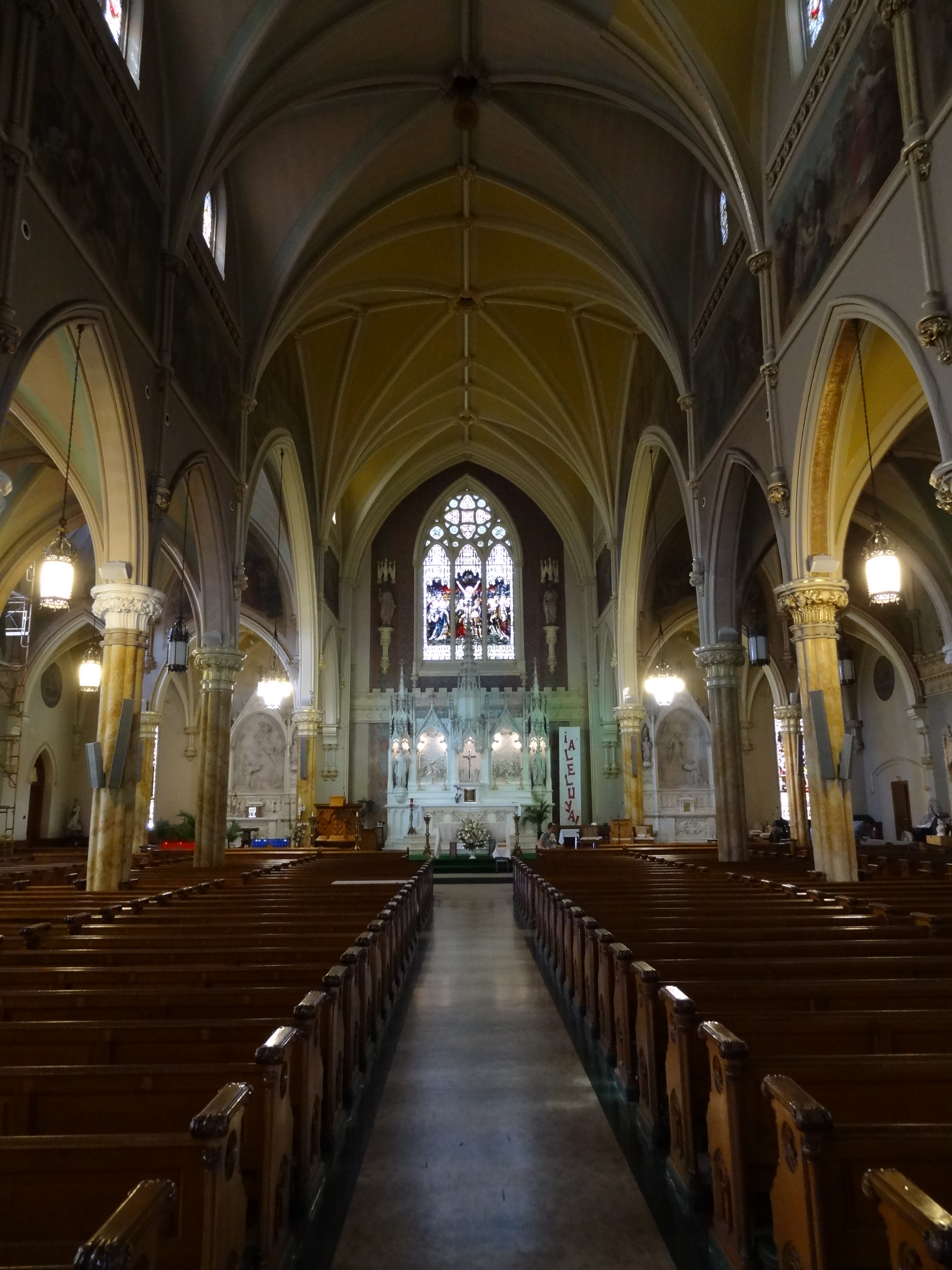
A nave e altar da igreja.
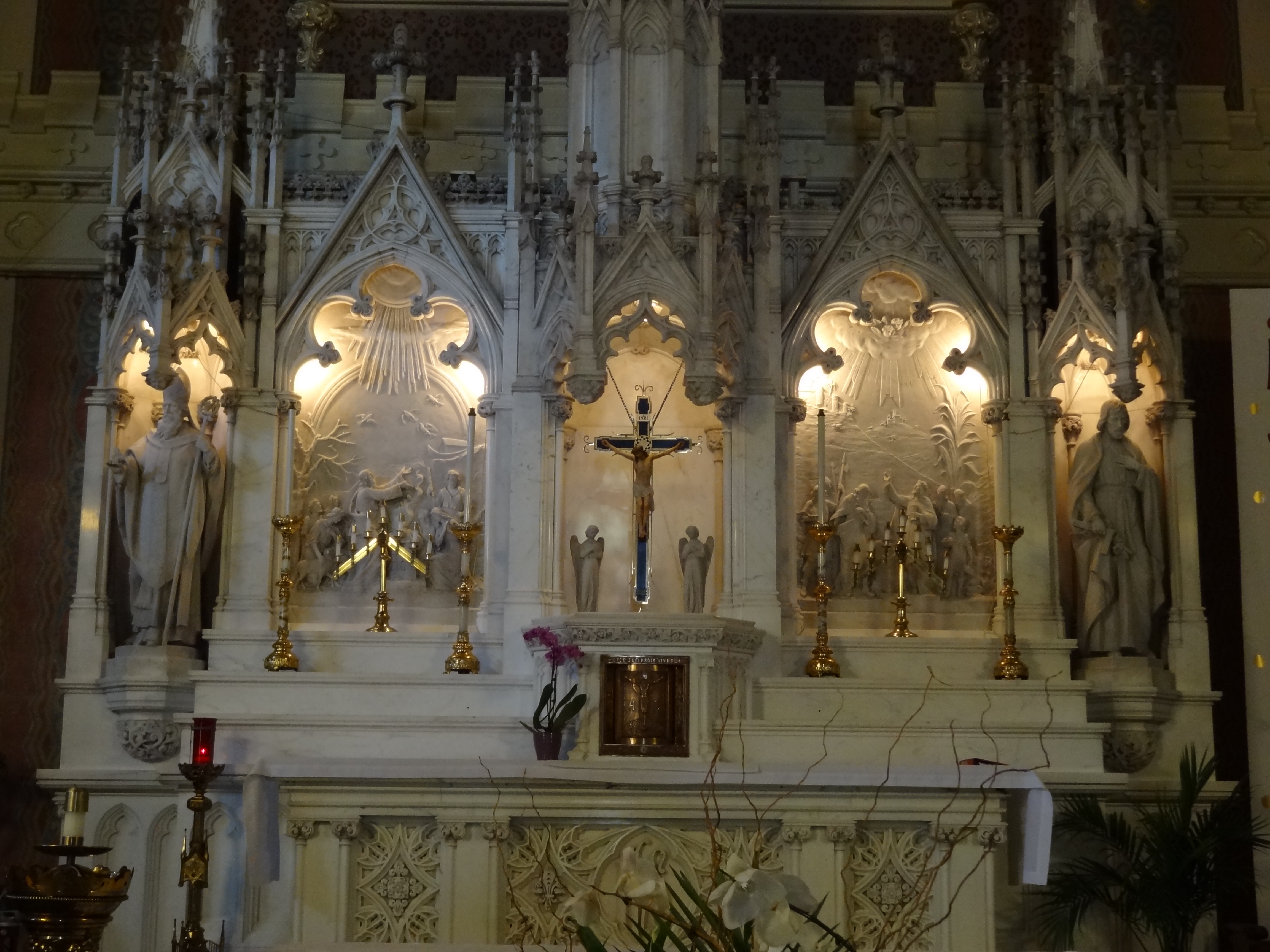
detalhe.
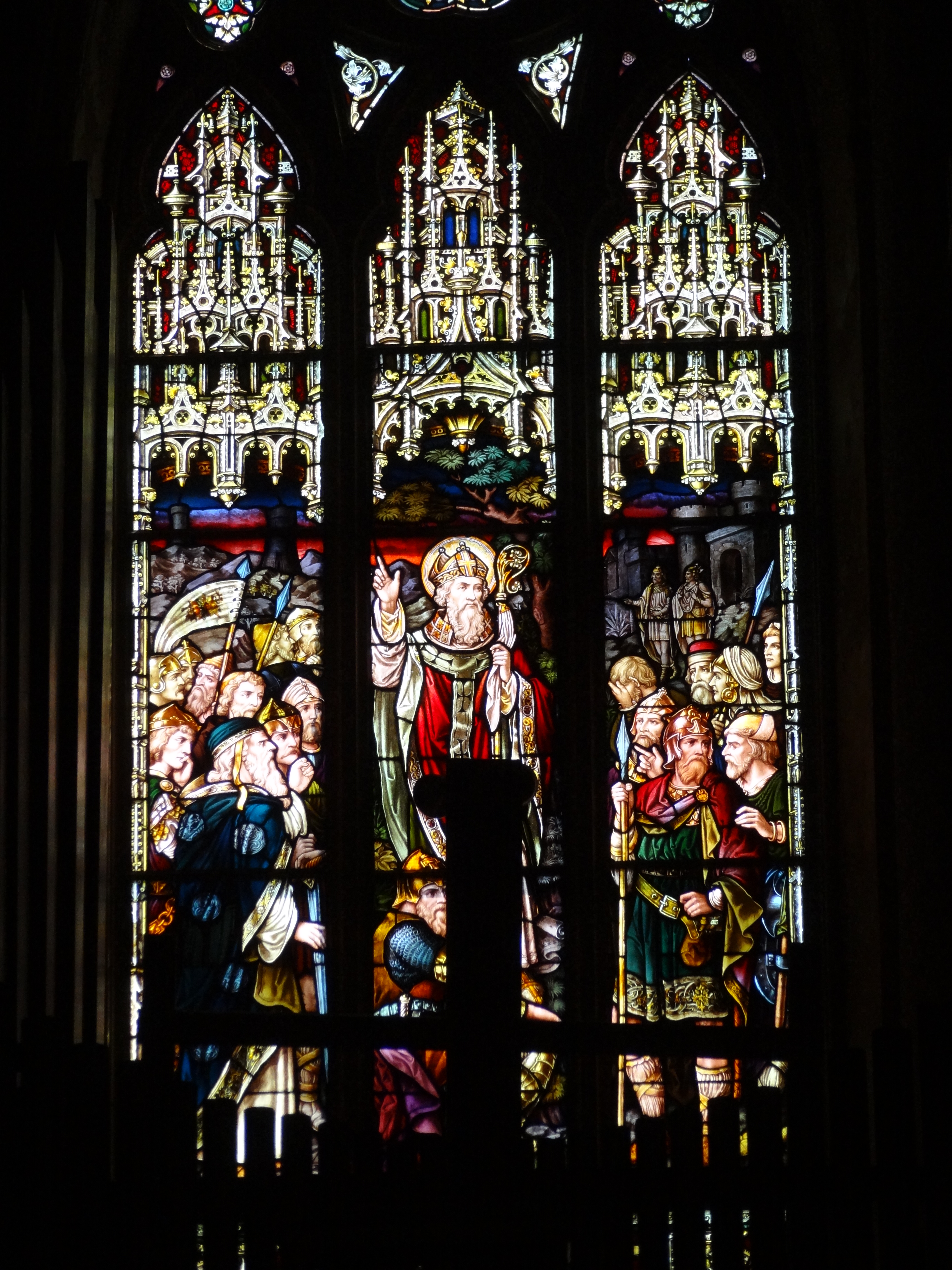
São Patrício ensinando os chefes no vitral de Tara acima da entrada principal.
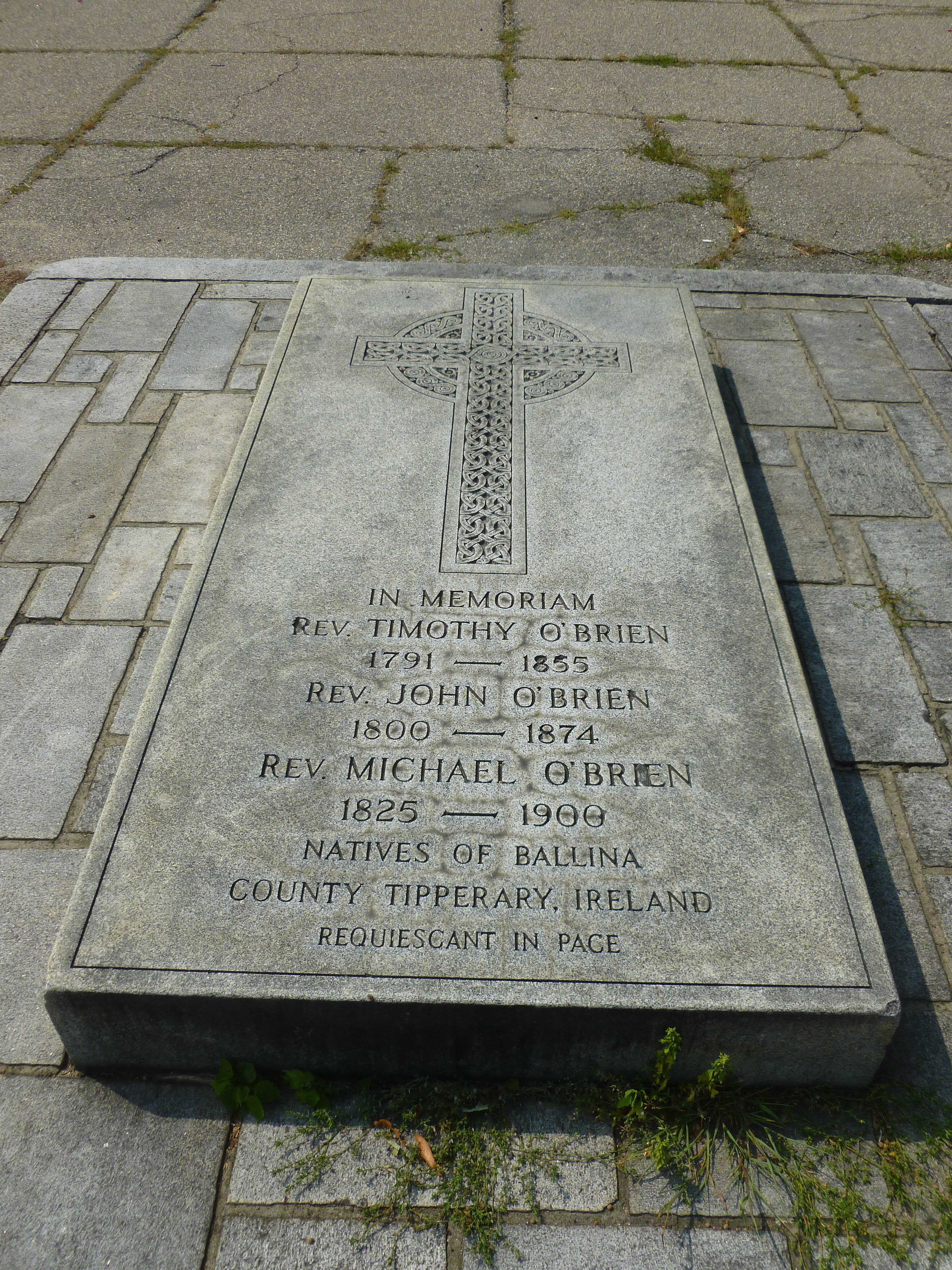
Memorial ao reverendo O'Brien, imediatamente em frente à entrada principal.
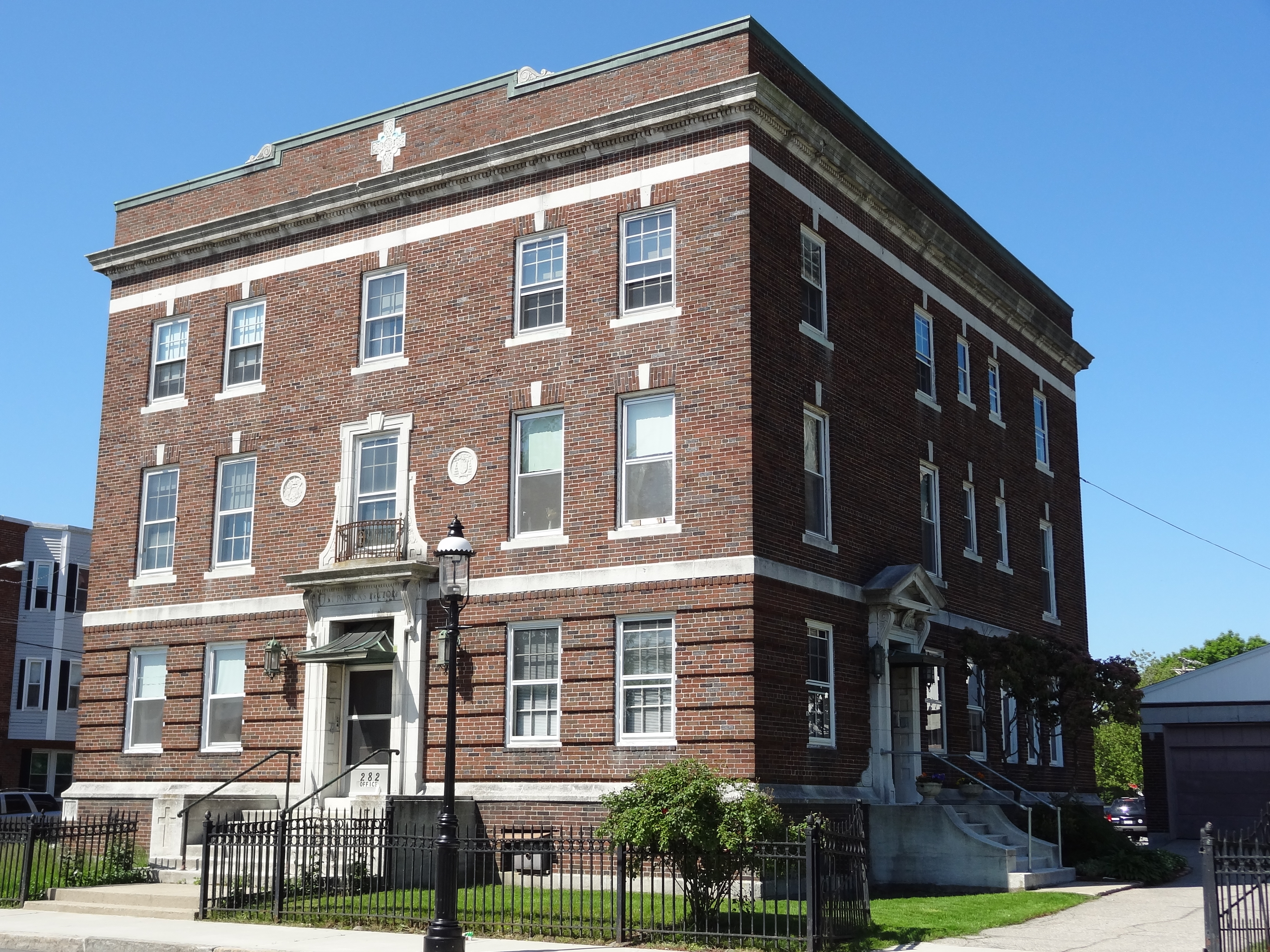
A reitoria da igreja.

## Links externos
- Igreja de São Patrício
- Sociedade Histórica de Lowell